# Marie-Anne Chazel

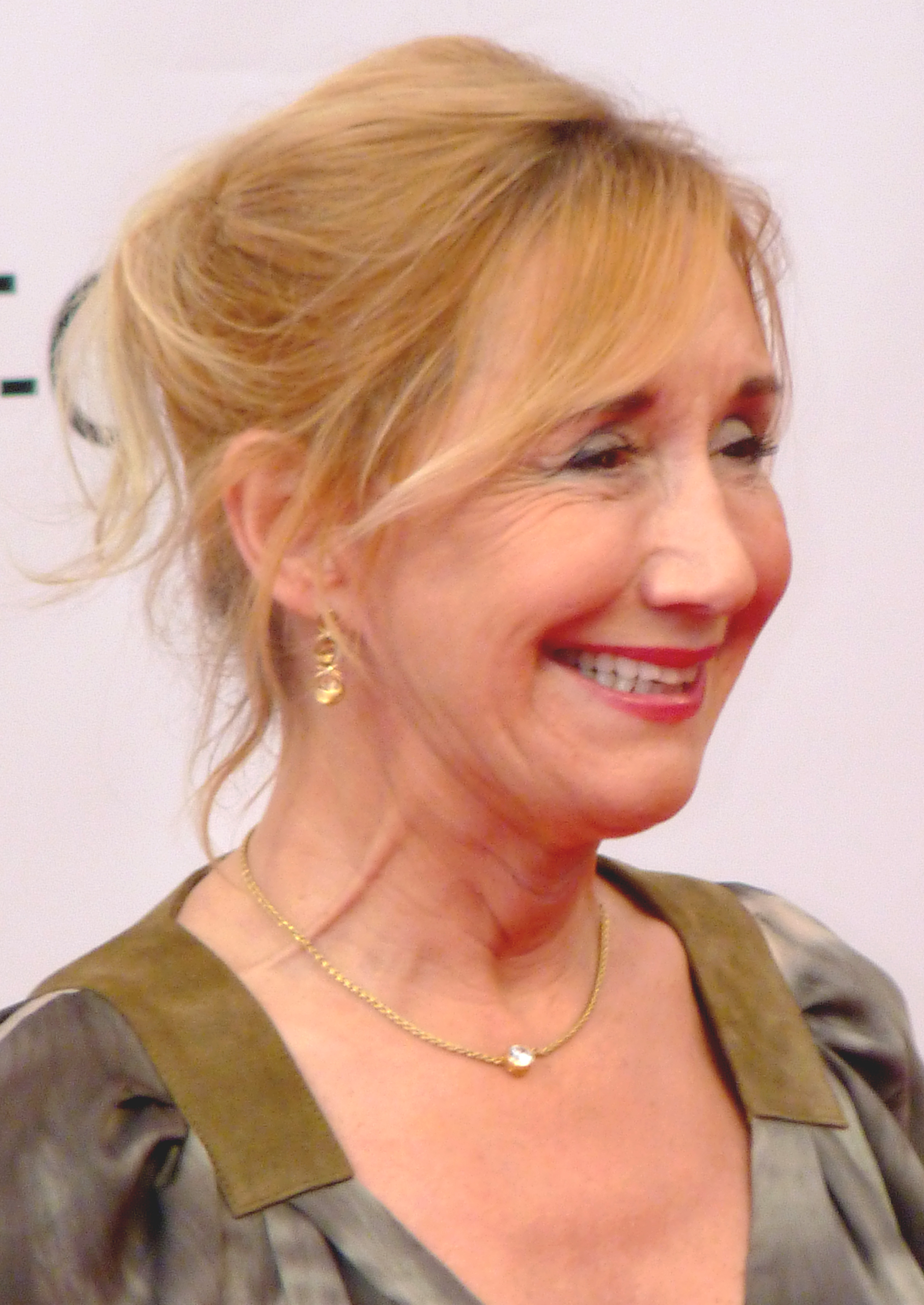
Marie-Anne Chazel (2012)

Marie-Anne France Jacqueline Chazel (* 19. September 1951 in Gap, Frankreich) ist eine französische Schauspielerin, Drehbuchautorin und Filmregisseurin.

## Leben
Marie-Anne Chazel ist die Tochter der Schauspielerin Louba Guertchikoff und des Pfarrers Paul Chazel. Sie hat zwei Schwestern und einen Bruder. 1967 begann sie ein Studium am Lycée Pasteur de Neuilly-sur-Seine. Dabei studierte sie gemeinsam mit Michel Blanc, Gérard Jugnot, Thierry Lhermitte und Christian Clavier. Nach ihrem Abschluss studierte sie noch zwei Jahre lang Geschichte und Geographie, bevor sie 1974 ein Theaterengagement am Théâtrale du Splendid begann.
Ihr Kinodebüt als Schauspielerin gab Chazel an der Seite von Pierre Richard, Miou-Miou und Jean-Pierre Marielle in der 1976 erschienenen und von Georges Lautner inszenierten Komödie Ein Tolpatsch auf Abwegen. Parallel zur Arbeit auf der Bühne und beim Film, debütierte sie bereits 1975 mit dem Kurzfilm Le bol d’air als Drehbuchautorin. Es folgten mit Die Strandflitzer, Sonne, Sex und Schneegestöber, Da graust sich ja der Weihnachtsmann und Die Rache der Blonden weitere Drehbücher, bevor sie mit dem Kurzfilm Le coeur sur la main als Autorenfilmerin debütierte. Ihr Langfilmdebüt gab sie 2004 mit der Komödie Au secours, j’ai trente ans!.
Chazel war mit dem französischen Schauspieler Christian Clavier verheiratet, mit dem sie seit 1983 ein gemeinsames Kind hat. Ein zweites Kind starb 1999 kurz nach der Geburt. Die Ehe wurde 2001 nach über 30 Jahren geschieden. Seitdem lebt sie mit Philippe Raffard zusammen.

## Filmografie (Auswahl)
Als Darstellerin
- 1976: Brust oder Keule (L’aile ou la cuisse)
- 1976: Ein Tolpatsch auf Abwegen (On aura tout vu!)
- 1978: Die Strandflitzer (Les bronzés)
- 1979: Les héros n’ont pas froid aux oreilles
- 1979: Die Strandflitzer 2 – Sonne, Sex und Schneegestöber (Les bronzés font du ski)
- 1979: Wer geht denn noch zur Uni? (French Postcards)
- 1979: Wirbelstürme des Lebens (Le coup de sirocco)
- 1981: Alles im Griff (Fais gaffe à la gaffe!)
- 1981: Heirate mich nicht, Chérie (L’année prochaine … si tout va bien)
- 1982: Da graust sich ja der Weihnachtsmann (Le Père Noël est une ordure)
- 1985: Der Filou (L’amour en douce)
- 1985: Meilensteine des Lebens (Tranches de vie)
- 1986: La Gitane – Nichts als Ärger mit den Frauen (La gitane)
- 1987: Cross – Zwei knallharte Profis (Cross)
- 1989: Asterix – Operation Hinkelstein (Astérix et le coup du menhir)
- 1993: Die Besucher (Les visiteurs)
- 1994: Die Rache der Blonden (La vengeance d’une blonde)
- 1998: Die Zeitritter – Auf der Suche nach dem heiligen Zahn (Les couloirs du temps: Les visiteurs 2)
- 2006: Die Strandflitzer 3 (Les Bronzés 3)
- 2011: La fille du puisatier
- 2016: Die Besucher – Sturm auf die Bastille (Les Visiteurs – La Révolution)
- 2018: Deutsch-Les-Landes

Als Regisseurin und Drehbuchautorin
- 1975: Le bol d’air
- 1978: Die Strandflitzer (Les bronzés)
- 1979: Die Strandflitzer 2 – Sonne, Sex und Schneegestöber (Les bronzés font du ski)
- 1982: Da graust sich ja der Weihnachtsmann (Le Père Noël est une ordure)
- 1994: Die Rache der Blonden (La vengeance d’une blonde)
- 2001: Le cœur sur la main
- 2004: Au secours, j'ai trente ans!